# Manden fra Sing-Sing
Manden fra Sing-Sing er en amerikansk stumfilm fra 1921 af Tom Forman.

## Medvirkende
- Thomas Meighan - Jim Montogmery
- Lois Wilson - Molly Bryant
- Kate Bruce - Mrs. Montgomery
- Paul Everton - Bill
- George MacQuarrie - Mike Kearney
- Guy Oliver - Mr. Bryant